# Владимировка (Абхазия)
Владимировка или Кацикыт (абх. Кациқыҭ, груз. ვლადიმიროვკა) — село в Абхазии, в Гулрыпшском районе частично признанной Республики Абхазия, согласно административному делению Грузии — в Гульрипшском муниципалитете Абхазской Автономной Республики. Высота над уровнем моря составляет 70 метров.

## История
Село образовано в 1879 году болгарами-переселенцами. Оно разместилось на территории бывшего абхазского села Кац (абх. Кац игыларҭа — «стоянка Каца») с прихватом части земли села Допакит (абх. Допуакит — «село Допуовых»). По утверждениям старожилов, название дано в честь землеустроителя Владимира. В 1943 году комоним Владимировка был переименован в Кодори, а затем восстановлен в 1955 году. Сегодня он именуется Кацикыт.

## Население
В 1959 году население Владимировки составляло 1091 человек, в основном — русские (во Владимировском сельсовете в целом — 2577 человек, в основном русские, а также армяне). В 1989 году в селе жили 1579 человек. По данным переписи 2011 года численность населения сельского поселения (сельской администрации) Кацикыт составила 1676 жителей, из них 70,1 % — армяне (1175 человек), 12,1 % — абхазы (202 человека), 11,4 % — русские (191 человек), 4,0 % — грузины (67 человек), 0,6 % — украинцы (10 человек), 0,4 % — греки (6 человек), 0,1 % — мегрелы (1 человек), 1,4 % — другие национальности (24 человека).
| Численность населения | Численность населения | Численность населения | Численность населения | Численность населения |
| 1886                  | 1926                  | 1959                  | 1989                  | 2011                  |
| --------------------- | --------------------- | --------------------- | --------------------- | --------------------- |
| 243                   | ↗1161                 | ↘1091                 | ↗1579                 | ↗1676                 |